# CPAL3D
CPAL3D — игровой движок, разработанный чешской компанией Centauri Production. Используется преимущественно для создания компьютерных игр в жанре «квест», но на его основе выходили и гоночные игры, шутеры, RPG и казуальные проекты. Помимо того, что на данном движке построено большинство собственных игр Centauri Production, он доступен для лицензирования сторонним компаниям.

## Технические характеристики
Первоначально использовавшийся исключительно в играх жанра «квест», позднее движок применялся и при разработке проектов других жанров. Работа возможна как на персональном компьютере под управлением Microsoft Windows, так и на игровой консоли Xbox. Поддерживаются динамические тени и затенение, создание динамических отражений и зеркал, эффекты с использованием шейдеров, скелетная и лицевая анимации, полностью обеспечивается создание 2.5D-игр.
Для трехмерных объектов используется метод Level of Detail, суть которого состоит в том, в зависимости от расстояния виртуальной камеры, основной вариант модели подменяется на низкокачественный вариант, что позволяет повысить производительность компьютера. Также, согласно информации на официальном сайте, скриптовый язык движка построен таким образом, что не требует от разработчика знания специализированных языков программирования. Физический движок вычисляет физику столкновений, физику транспортных средств, ragdoll-физику.
В комплекте SDK поставляется редактор уровней и другое программное обеспечение, в том числе, плагины для 3ds Max и Maya.

## Игры, использующие CPAL3D
- 2002 — Ferdy the Ant — аркада от Centauri Production
- 2003 — Domestic Violence: Game Over — аркада от Centauri Production
- 2004 — Gooka: The Mystery of Janatris — квест/RPG от Centauri Production
- 2006 — Evil Days of Luckless John — квест с элементами аркады от Centauri Production и Cinemax
- 2006 — The Ro(c)k Con Artist — экшн, аркада от Centauri Production
- 2008 — Memento Mori — квест от Centauri Production
- 2009 — Pound of Ground — экшен от Centauri Production
- 2009 — Pat & Mat — аркада от Centauri Production
- 2010 — Evil Days: Pound of Ground — квест с элементами аркады от Centauri Production
- 2010 — Alternativa — квест от Centauri Production
- 2010 — Numen: Contest of Heroes — Action/RPG от Cinemax
- 2012 — Memento Mori 2: Guardians of Immortality — квест от Centauri Production